# Impatiens nomenyae
Impatiens nomenyae är en balsaminväxtart som beskrevs av Fischer och Raheliv. Impatiens nomenyae ingår i släktet balsaminer, och familjen balsaminväxter. Inga underarter finns listade i Catalogue of Life.